# 让·埃夫拉尔·夸西
让·埃夫拉尔·夸西（法語：Jean Evrard Kouassi；1994年9月25日—），是一名科特迪瓦职业足球运动员，司职前锋或边锋。现時中国超级联赛球队浙江。他也效力於科特迪瓦國家足球隊。

## 俱乐部生涯
2013年1月，夸西和克罗地亚足球甲级联赛球队哈伊杜克签约3年。2013年2月16日，他在和斯拉文贝鲁波的比赛代表球队首次出场。 2013年5月，他随队获得克罗地亚杯冠军。
2015年2月，夸西转会加盟中国足球超级联赛球队上海上港，他和球队签约到2017年。
2017年1月18日，中甲球队武汉卓尔宣布夸西加盟，双方签约五年。